# Kricskovics Antal
Kricskovics Antal (Gara, 1929. február 19. – Budapest, 2017. január 18.) Erkel Ferenc-díjas magyar táncművész, koreográfus.

## Tanulmányai, munkássága
1954-ben szerzett diplomát a Testnevelési Főiskolán. 1953-1954-ben a SZOT együttesben táncolt. Ezután két évig a zágrábi Lado együttessel lépett fel és koreografált. 1959-ben megalapította a Fáklya Nemzetiségi Táncegyüttest, és ennek koreográfusa, művészeti vezetője volt haláláig. Ugyancsak koreográfus és művészeti vezető volt 1976–1990 között a Budapest Táncegyüttesnél is.
Számos koreográfiát alkotott a Magyar Állami Népi Együttes, a Honvéd Táncszínház, a Pécsi Balett és a Közép-Európa Táncszínház számára is. Összesen csaknem 150 koreográfiát írt. Témáit a Bibliából, görög drámákból merítette, emellett régi népszokásokat, a különböző nemzetiségek folklórjának elemeit, gyermekjátékokat is megjelenített alkotásaiban. Gyűjtőmunkát folytatott délszláv területeken, Magyarország határain kívül és belül egyaránt, valamint szlovák, német és román nemzetiségi területeken is.
1959-től a budapesti Szerbhorvát Általános Iskola és Gimnázium testnevelő tanára lett. A tánccal az iskola keretén belül is foglalkozott, iskolai táncszakkörök formájában.

## Elismerései
- Erkel Ferenc-díj (1975)
- SZOT-díj (1984)
- Érdemes művész (1989)
- A Magyar Köztársasági Érdemrend kiskeresztje (1995)
- Kiváló művész (2002)
- Kisebbségekért díj (2004)
- A Magyar Táncművészek Szövetségének életműdíja (2005)
- A Magyar Köztársasági Érdemrend tisztikeresztje (2005)
- EuróPAS Magyar Táncdíj (2009)[4]